# گئورگیوس تسیتاس
گئورگیوس تسیتاس (انگلیسی: Georgios Tsitas؛ ۱۸۷۲ – دهه ۱۹۴۰) یک کشتی‌گیر اهل یونان بود.
از افتخارات وی میتوان به کسب مدال نقره کشتی فرنگی در بازی‌های المپیک تابستانی ۱۸۹۶ اشاره کرد.